# Pawel Petrowitsch Korsun
Pawel Petrowitsch Korsun (russisch Павел Петрович Корзун; * 15. Augustjul. / 27. August 1892greg. im Dorf Kleschewo bei Sluzk, Oblast Minsk; † 16. September 1943 im Dorf Beresowaja Luka bei Gadjatsch, Oblast Poltawa) war ein sowjetischer Generalleutnant (1942) und Befehlshaber mehrerer Großverbände während des Großen Vaterländischen Krieges.

## Leben
Korsun wurde 1892 in Weißrussland geboren. Er diente ab Oktober 1913 in der kaiserlichen russischen Armee und trat in das 2. kurländische Ulanen-Leibregiment in Suwałki ein. Er kämpfte als Unteroffizier im Ersten Weltkrieg, sein Regiment wurde 1915 Teil der 2. Kavallerie-Division der 12. Armee und war zunächst bei der Nordwest-, dann bei der Nordfront eingesetzt. Mit der Auflösung seines Regiments im Februar 1918 wurde auch er demobilisiert.

### In der Roten Armee
Er trat im April 1918 in einem separaten Bataillon der Roten Armee ein, das in Witebsk formiert und dann zu einem separaten Kavallerieregiment an der roten Westfront umgebildet wurde. Seit August 1918 war er im Lebensmittellager in Smolensk tätig. Seit März 1919 beteiligte er sich am Russischen Bürgerkrieg, wurde zum Zugführer einer unabhängigen Schwadron im Hauptquartier der Ostfront ernannt und kämpfte gegen die weiße Armee von Admiral A. V. Koltschak. 1920 absolvierte er die Kavallerieschule im Hauptquartier der Ostfront. Ab Januar 1920 kämpfte er in Turkestan, zunächst als Führer einer Schwadron der 2. usbekischen Kavallerie-Brigade, dann als Chef des 2. usbekischen Kavallerie-Regiments und als stellvertretender Kommandant des 4. usbekischen Kavallerie-Regiments. Ab Juni 1921 war er stellvertretender Kommandant des 4. Kavallerie-Regiments der 2. turkestanischen Schützen-Division, dann ab März 1922 kommandierte er dieses Regiment kurzfristig selbst und ab Mai wieder als stellvertretender Kommandeur. Von August 1922 bis März 1923 war er Kommandeur des 10. Kavallerie-Regiments der Gruppe Buchara. In dieser Zeit nahm er an den Kämpfen gegen die Basmachi in Ferghana, Buchara und Tadschikistan teil. 1924 absolvierte er die Höhere Kavallerieschule in Leningrad. Seit September 1924 kommandierte er das 47. und 77. Kavallerie-Regiment der 6. separaten Altai-Kavallerie-Brigade an der turkestanischen Front, ab Dezember 1924 war er zeitweise Kommandeur dieser Brigade. Seit 1925 befehligte er wieder das 77. Kavallerie-Regiment der 10. Stawropoler-Terek-Kosakendivision im Militärbezirk Nordkaukasus. 1929 absolvierte er die Fortbildungskurse für Kavallerieführer der Roten Armee in Nowotscherkassk.
Von Mai 1932 bis November 1934 war er stellvertretender Inspektor der Kavallerie der Roten Armee. Im Jahr 1936 absolvierte er mehrere Spezialkurse an der Frunse-Militärakademie und wurde dann zum stellvertretenden Kommandeur der 10. Terek-Kosakendivision ernannt.
Seit August 1937 kommandierte die 9. Kavallerie-Division des 4. Kavalleriekorps des Sonder-Militärbezirks von Kiew. Seit August 1939 war er Dozent für Allgemeine Taktik an der Frunse-Militärakademie. Im März 1941 wurde er zum Kommandeur der 219. motorisierten Schützen-Division im Militärbezirk Charkow ernannt.

### Im Zweiten Weltkrieg
Mit Ausbruch des Zweiten Weltkriegs traf die 219. motorisierte Division als Teil des 25. mechanischen Korps (General S. M. Kriwoschein) im Juli 1941 an der Zentralfront ein und beteiligte sich an Feindseligkeiten im Gebiet von Propoisk. Für seinen persönlichen Einsatz wurde Korsun mit dem Rotbannerorden ausgezeichnet. In den Kämpfen vom 18. bis 21. Juli 1941 zeigte er außergewöhnliche Furchtlosigkeit, Ausdauer und große Durchsetzungskraft. Während der Schlacht um Gomel war das Frontkommando jedoch mit seinen Aktionen unzufrieden und er wurde der Untätigkeit beschuldigt. Auf Befehl des Oberbefehlshabers der Zentralfront, Generalleutnant M. G. Jefremow vom 19. August 1941, wurde Generalmajor Korsun aus dem Kommando der 219. motorisierten Schützen-Division entfernt und erhielt folgenden Befehl: „Übergeben Sie sofort das Kommando der Division an Generalmajor Skugarew und kommen Sie selbst ins Hauptquartier der Front.“
Aus dem Bericht des Generalstabschefs der 21. Armee, Generalmajor W. N. Gordow ging am 20. August 1941 hervor: „Der Kamerad Korsun verhielt sich äußerst mutig. Am Morgen verwundet, blieb er in den Reihen und setzte den Kampf bis zum Einbruch der Dunkelheit fort. Nach Einbruch der Dunkelheit wurde er ein zweites Mal verwundet und wurde evakuiert. Major Lunjew, der an seiner Stelle bestimmt war, wurde ebenfalls schwer verwundet, sodass Major Konowalow zum Nachfolger von Korsun ernannt werden musste.“ Nachdem Korsun im Oktober 1941 im Krankenhaus behandelt worden war, war er kurzfristig stellvertretender Befehlshaber der 38. Armee der Südwestfront und führte dann während der Schlacht um Rostow ein nach ihm benanntes Kavalleriekorps. Im Januar 1942 wurde er zum Kommandeur des 8. Kavalleriekorps ernannt. In dieser Position führte er im Frühjahr 1942 in Folge der Schlacht um Moskau Verteidigungskämpfe in der Nähe von Woronesch an. Von Mai 1942 bis Juli 1943 war er Kommandeur der 3. Armee der Brjansker Front, die östlich von Orel entlang des Flusses Suscha verteidigte.
Anfang August 1943 wurde Korsun zum Kommandeur der 47. Armee der Woronescher Front ernannt. Während der Belgorod-Charkower Operation spielte diese Armee eine wichtige Rolle bei der Abwehr deutscher Gegenangriffe in der Region Achtyrka. Am 16. September 1943 starb Generalleutnant Korsun während der Sumy-Priluki Offensive (in der ersten Etappe der Schlacht am Dnjepr) während der Befreiung der Ukraine am linken Ufer bei einer Minenexplosion an der Frontlinie in der Nähe des Dorfes Beresowaja Luka in der Region Poltawa. Er wurde im Stadtpark der Stadt Gadjatsch beigesetzt. Der damalige Leiter der politischen Abteilung der 47. Armee, Oberst M. Ch. Kalaschnik erinnerte sich an Korsun, als einen jener militärischen Führer, deren Charakter perfekt mit den hohen Ansprüchen und aufrichtiger Anteilnahme zu den Untergebenen koexistierte.